# Гепард девојке 3
Гепард девојке 3 (енгл. The Cheetah Girls 3) амерички је телевизијски филм из 2008. године који се емитовао 22. августа 2008. године на Дизни каналу. Представља трећи и последњи филм из Гепард девојке филмске трилогије и једини филм без учествовања Рејвен-Симон.
У Србији, Црној Гори, Северној Македонији и Републици Српској филм је премијерно приказан 13. јануара 2010. године на каналу РТС 1, титлован на српски језик. Титлове је радио студио Ес-Ди-Ај мидија. Нема DVD издања.

## Радња
У овом наставку, „Гепард девојке”, Шанел, Доринда и Аква, одлазе у Индију да глуме у Боливудском филму. Али када открију да ће морати да се такмиче једни против друге да би добиле улогу у филму. Хоће ли се „Гепард девојке” поново раздвојити?

## Улоге
| Глумац           | Улога                 |
| ---------------- | --------------------- |
| Адријен Бејлон   | Шанел Симонс „Чучи”   |
| Сабрина Брајан   | Доринда Томас „До”    |
| Кили Вилијамс    | Акванета Вокер „Аква” |
| Мајкл Стигер     | Вајкрам               |
| Рупек Џин        | Рахим                 |
| Кунал Шарма      | Амар                  |
| Рошан Сет        | Камал бата            |
| Дипти Даријанани | Гита                  |